# Sevar Point
Der Sevar Point (englisch; bulgarisch нос Севар nos Sewar) ist eine unvereiste und niedrige Landspitze an der Südküste der Byers-Halbinsel im äußersten Westen der Livingston-Insel im Archipel der Südlichen Shetlandinseln. Sie bildet 1,9 km ostsüdöstlich des Devils Point, 2,71 km westlich des Nikopol Point und 2,97 km nordöstlich des Long Rock die östliche Begrenzung der Einfahrt zur Raskuporis Cove.
Britische Wissenschaftler kartierten sie 1968, spanische 1992 und bulgarische 2005 sowie 2009. Die bulgarische Kommission für Antarktische Geographische Namen benannte sie 2006 nach Sewar, bulgarischer Khan von 738 bis 754.